# Tour Bismarck (Wurtzbourg)
La Tour Bismarck est un monument en l'honneur du chancelier impérial Otto von Bismarck à Wurtzbourg. Elle se situe dans le Bismarckswäldchen au-dessus du vignoble.

## Histoire
La suggestion de construire cette tour Bismarck est faite peu de temps après la mort d'Otto von Bismarck par le professeur universitaire Oskar Schultze. Il fonde un comité pour l'établissement d'une colonne de feu, une tour avec une flamme, à Wurtzbourg.
Le corps étudiant local fonde le 1er avril 1899 un comité pour la construction d'une colonne de feu, qui est dissous faute d'intérêt, cependant, peu de temps après sa fondation. Les fonds collectés par le comité des étudiants (100 marks) sont remis au comité Bismarck.
Un appel de dons, portant de nombreuses signatures, est lancé à la population de la ville et du pays. Peu de temps après, des résultats « encourageants » sont obtenus dans la collecte de fonds.
À Würzburg également, le projet primé "Götterdämmerung" de l'architecte Wilhelm Kreis est choisi pour être exécuté. Le lieu choisi est le Steinberg, au nord de Würzburg, à environ 1 700 m du centre-ville.
Les travaux de construction de la colonne commencent début 1905. Après l'achèvement des travaux de fondation, la première pierre de la colonne est posée le 1er avril 1905. Les travaux de construction sont réalisés par le maître d'œuvre J. E. Weber et l'architecte Franz Ostberg, tous deux originaires de Wurtzbourg. Le matériau de construction choisi est le calcaire coquillier de Franconie, issu des carrières de Randersacker, Eibelstadt et Sommerhausen, près de Wurtzbourg. En trois mois, les travaux de construction sont terminés.
La tour Bismarck est construite comme une tour de guet avec un dispositif d'éclairage. Elle mesure 15 m de haut.
Le 2 juillet 1905 à 11 heures, l'inauguration de la tour Bismarck a lieu avec de nombreuses participations de la population ainsi que de toutes les corporations d'étudiants (même les corporations catholiques). Le discours de cérémonie est prononcé par Oskar Schultze, le pilier est ensuite remis à la ville de Wurtzbourg représente par son bourgmestre Philipp Michel.